# Anton Uriot
Anton Uriot, född 1725 i Erfurt, var en cellist vid Kungliga hovkapellet.

## Biografi
Anton Uriot  var före 1773 konsertmästare hos Hertig Karl av Södermanland. Uriot var anställd mellan 1773 och 1785 som cellist vid Kungliga hovkapellet i Stockholm.